# Sven Axel Tullberg
Sven Axel Teodor Tullberg, född 27 februari 1852 i Landskrona, död 15 december 1886 i Lund, var en svensk botaniker, paleontolog och geolog.
Tullberg blev student vid Lunds universitet, filosofie doktor och docent i geologi där 1880, biträdande geolog 1879 samt geolog och paleontolog vid Sveriges geologiska undersökning (SGU) 1881. Hans studier rörde sig till en början kring botaniska ämnen, och i "Botaniska notiser" publicerade han några botaniska uppsatser: Öfversigt af de skandinaviska arterna af slägtet Ranunculus (1873), Bidrag till Skånes flora (tillsammans med J. Eriksson, 1873) och Om några på Möen förekommande Primulaformer (1876).
Senare inriktade han sig på paleontologi och geologi, särskilt åt försteningarna i Skånes silurformation och deras vertikala utbredning. Hans första arbete på detta område handlar Om Agnostusarterna i de kambriska aflagringarne vid Andrarum (1880), men sedermera studerade han främst graptoliter ur såväl paleontologisk som stratigrafisk synpunkt. Arbeten av detta slag är Några Didymograplusarter i undre graptolitskiffer vid Kiviks Esperöd (1880), Trenne nya graptolitslägten (1880), On the Graptolites Described by Hisinger and the Older Swedish Authors (1882), Skånes graptoliter: I. Allmän öfversigt öfver de siluriska bildningarne i Skåne etc. (1882), II. Graptolitfaunorna i Cordiolaskiffern och Cyrtograptusskiffrarna (1883). Ungefär av samma innehåll som "Skånes graptoliter I" är hans uppsats i "Zeitschrift der deutschen geologischen Gesellschaft", band 35, 1883: Ueber die Schichtenfolge des Silurs in Schonen etc. Andra arbeten av stratigrafiskt paleontologiskt innehåll är Om lagerföljden i de kambriska och siluriska aflagringarna vid Röstånga (1880) samt Förelöpande redogörelse för geologiska resor på Öland (1882). Han beskrev vidare de av Adolf Erik Nordenskiöld hemförda juraförsteningarna från Novaja Zemlja: Ueber Versteinerangen aus den Aucellenschichten Novaja Semljas (1881), lämnade meddelande om marina mollusker i Höörs sandsten samt utgav de geologiska kartbladen Vreta kloster (jämte Gustaf Linnarsson) och Övedskloster.